# Сасиков, Али Лукович
Али Лукович Сасиков (1909 — ?) — советский хозяйственный, государственный и политический деятель. Народный комиссар земледелия Кабардино-Балкарской АССР. Избирался депутатом Верховного Совета СССР 1-го и 2-го созывов.

## Биография
Родился в 1909 году в крестьянской семье. Член ВКП(б) с 1932 года.
- С 1927 года — на хозяйственной, общественной и политической работе.
- В 1927—1972 гг. — заведующий избой-читальней, секретарь комсомольской ячейки в родном селении,
- 1930 — секретарь Нальчикского райкома ВЛКСМ,
- 1932 — на партийной работе, заведующий организационным отделом райкома партии, заместитель начальника, начальник политического отдела,
- весна 1934 — весна 1939 — директор Нальчикской машинно-тракторной станции,
- март 1939 — заведующий сельскохозяйственным отделом областного комитета партии,
- сентябрь 1939—1944 — народный комиссар земледелия Кабардино-Балкарской АССР,
- активный участник партизанского движения, заместитель председателя Совета народных комиссаров Кабардино-Балкарской АССР, на руководящих постах в сельском и лесном хозяйстве республики.